# Peter Frederik Lunde
Peter Frederik Lunde, född den 3 maj 1803, död den 21 september 1893, var en dansk politiker.
Lunde var 1817-29 underofficer vid artilleriet och grundlade därefter ett gjuteri i Köpenhamn. Han deltog i stiftandet av Læseforeningen (1835) och Industriforeningen (1838) samt var 1840-51 "borgerrepresentant" (stadsfullmäktig) och 1846-48 ständerdeputerad. 
Han spelade en viktig roll i den frisinnade oppositionens uppträdande under Kristian VIII och var under marsdagarna 1848 representant för den radikala strömningen bland huvudstadens hantverkare. I augusti samma år stod han i spetsen för "hippodrommötena", vilka fordrade enkammarsystem samt allmän rösträtt. 
I den grundlagsstiftande riksförsamlingen 1848 lyckades han emellertid inte bli invald, men var 1850-52 medlem av folketinget. År 1852 blev han delägare i en stenkols- och tegelaffär på Bornholm, men förlorade sin förmögenhet på densamma och trädde sedermera i skuggan. 
År 1872 gjorde Lunde sig på nytt bemärkt, genom ett halvt socialistiskt förslag till arbetarfrågans lösning och särskilt till ett livräntesystem för arbetare, men vann inget inflytande på arbetarna.

## Utmärkelser
- Riddare av Dannebrogorden,  1888[2]

[Redigera Wikidata]